# فندق جراند (مسلسل أسباني)
فندق جراند، هو مسلسل تلفزيوني درامي إسباني من إخراج كارلوس سيديس وبطولة جون غونزاليس وآمايا سالامانكا. تم بثه لأول مرة على Antena 3 في إسبانيا في 11 أكتوبر 2011 وعلى سكاي آرت في المملكة المتحدة في 18 نوفمبر 2012.
المسلسل، الذي تم تصويره في قصر ماجدالينا في سانتاندير، يقع في فندق أرستقراطي في أوائل القرن العشرين في عهد الملك ألفونسو الثالث عشر ويتركز حول الألغاز التي تتعلق بأسرة المالك وخدم الفندق.

## القصة
وقعت الأحداث في قرن العشرين وتحديداً في 1906-1907 في إسبانيا، بالقرب من بلدة تسمى كانتالوا. يصل جوليو أولميدو من الطبقة العاملة إلى فندق جراند الفاخر لزيارة أخته كريستينا، التي تعمل هناك كخادمة والتي تمت ترقيتها مؤخرًا إلى مدير طابق. أخبر النادل جوليو أن كريستينا طُردت بسبب السرقة قبل شهر، وهي قصة لا يصدقها خوليو. إنه مقتنع أن شيئًا ما حدث لها في الفندق وكان هناك خطأ في الأمر. حصل على وظيفة هناك كنادل تحت اسم (جوليو اسبينوزا) للتحقيق في اختفاء أخته. سرعان ما وجد حليفًا في أليسيا ألاركون، إحدى بنات صاحبة الفندق دونا تيريزا. (أليسيا)، التي أُجبرت على الزواج من مدير الفندق دييغو موركيا، تشك أيضًا في أشياء تحدث في الفندق. يعمل «جوليو» و «أليسيا» معًا لكشف أسرار فندق «جراند».

## الطاقم
| حرف                                                     | الممثل           |
| ------------------------------------------------------- | ---------------- |
| السيدة تيريزا الديكو والاركون                           | أدريانا أوزوريس  |
| أليسيا ألاركون دي أولميدو / أليسيا ألاركون دي موركيا    | أمايا سالامانكا  |
| خوليو أولميدو / خوليو إسبينوزا / خوليو مولينز           | جون غونزاليس     |
| خافيير الاركون الديكو                                   | إيلوي أزورين     |
| ألفريدو ماركيز دي فيرغارا                               | فيلي مارتينيز    |
| بنيامين                                                 | مانويل دي بلاس   |
| هوراسيو أيالا                                           | بيب أنطون مونيوز |
| دييغو موركيا / أدريان فيرا سيلاندي                      | بيدرو ألونسو     |
| صوفيا ألاركون دي ماركيز دي فيرغارا                      | لوز فالدينبرو    |
| بيلين مارتن دي الاركون                                  | مارتا لارالدي    |
| أندريس سيرنودا ألاركون ساليناس / أندريس سيرنودا ساليناس | لورينس غونزاليس  |
| أنجيلا سيرنودا ساليناس                                  | كونشا فيلاسكو    |

## الحلقات
| الموسم | الموسم | الحلقات | الحلقات | البث الأصلي   | البث الأصلي    |
| الموسم | الموسم | الحلقات | الحلقات | البث الأول    | البث الأخير    |
| ------ | ------ | ------- | ------- | ------------- | -------------- |
|        | 1      | 9       | 9       | 4 أكتوبر 2011 | 6 ديسمبر 2011  |
|        | 2      | 8       | 8       | 3 أكتوبر 2012 | 21 نوفمبر 2012 |
|        | 3      | 22      | 22      | 22 يناير 2013 | 25 يونيو 2013  |

في البث الأصلي باللغة الإسبانية، بلغت مدة كل حلقة 70 دقيقة تقريبًا. بالنسبة إلى البث الدولي، أعدت نتفلكس جميع الحلقات لتكون مدتها 45 دقيقة وأعيد تجميع المواسم، مما أدى إلى 14 حلقة في الموسم 1 و 28 حلقة في الموسم 2 (والتي تتضمن الثلث الأول من الموسم الأصلي 3) و 24 حلقة في الموسم 3.

## التقييمات
| الموسم | الحلقة | عدد المشاهدات |
| ------ | ------ | ------------- |
| 1      | 9      | 3.71 مليون    |
| 2      | 8      | 2.82 مليون    |
| 3      | 22     | 2.62 مليون    |

## روابط خارجية
- صفحة مسلسل فندق جراند (الإسباني) على IMDB.
- صفحة مسلسل فندق جراند (الإسباني) على سينما.كوم.
- صفحة مسلسل فندق جراند (الإسباني) على SIMKL.
- الموقع الرسمي